# Obrovac vára
Obrovac vára (horvátul: Stari grad Obrovac), vár Horvátországban, a Velebit-hegység lábánál, a Zrmanja-folyó partján fekvő Obrovac városában.

## Fekvése
Obrovac belvárosa felett délre fekvő domb tetején találhatók a vár romjai.

## Története
Obrovac vára a 14. századtól a korbáviai grófok a Kurjakovicsok birtoka volt. Első említése a 14. században történt. A vár a középkorban azt a fontos kereskedelmi utat ellenőrizte, amely Likából a Velebit-hegységen át vezetett a tengerparti városok felé. 1387-ben család birtokainak központjaként említik. A század második felében már jelentős kereskedelmi központ. Feltételezhető, hogy az egyik legjelentősebb fennmaradt glagolita kódex, az 1402 körül írt berlini misekönyv is itt, a Kurjakovics grófok déli birtokainak székhelyén íródott. Ebben történik említés a koprivai Szent György kolostorról, melynek maradványai ma is láthatók az obrovaci temetőben.  A török 1527-ben foglalta el Obrovacot, mely egészen 1647-ig uralma alatt maradt, amikor a kandiai háború során a Leonardo Foscolo vezette velencei hadak elfoglalták és lerombolták. A török-velencei határon álló vár még egyszer, 1670-ben török kézre került és csak 1687-ben szabadították fel végleg Stojan Janković hajdúi. A török érkeztével nagy számú lakosság menekült a biztonságosabb, velencei uralom alatt álló területekre, főként Zenggre, Vinodolra és az Isztriára. Obrovac vidéke rendkívül gazdag volt fában, ezért a török sok fát szállított innét hajóépítésre, melyet a velenceiek támadásaikkal többször próbáltak akadályozni. A város ugyanis a tengerig hajózható Zrmanjának köszönhetően egyben fontos kereskedelmi kikötőhely is volt. Obrovac ugyanakkor török fontos támaszpontja volt az uszkókok elleni harcban, valamint a Pag, Rab és Krk szigetei elleni rablótámadásokban. A felszabadítás után a várba velencei őrséget helyeztek. 1694-ben az őrség hanyagsága miatt a vár tornyában felrobbant három hordó puskapor és az ezt követő tűzben az egész vár leégett. A tűzben az őrség is elpusztult, egyedül az akkor várkapitány Dimitar Vlasto menekült meg. Maradványait a lakosság házak építéséhez hordta el.

## A vár mai állapota
A város feletti magaslaton állnak a Kurjakovics grófok obrovaci várának romjai. Eredetileg négyszög alaprajzú volt, falait négy saroktorony erősítette. Az 1694-es tűzvészben a vár rommá lett. Maradványait a lakosság házak építéséhez hordta el, de falai helyenként még mindig emeletnyi magasságban állnak.